# Włodzimierz Ciołek
Włodzimierz Ciołek est un footballeur polonais, né le 24 mars 1956 à Wałbrzych.

## Biographie
En tant que milieu de terrain, il fut international polonais à 29 reprises (1978 en football|1978-1985) pour 4 buts.
Il participe à la Coupe du monde 1982, en Espagne. Il joue 4 matchs sur 7, un en tant que titulaire en demi-finale contre l'Italie, et 3 en tant que remplaçant (URSS, Belgique et Pérou). Il termine troisième du tournoi.
Dans le match contre le Pérou, il remplace à la 74e minute Włodzimierz Smolarek (auteur d'un but dans ce match), et deux minutes après, Włodzimierz Ciołek inscrit à la 76e minute un but, pour une large victoire (5 buts à 1).
Il joua au Górnik Wałbrzych puis au Stal Mielec et dans le club suisse, le FC Granges. Avec Górnik Wałbrzych, il fut meilleur buteur du championnat de Pologne en 1984. Avec le club suisse, il remporte le Championnat de Suisse de football de deuxième division en 1987.

## Clubs
- 19??-1978 :  Górnik Wałbrzych
- 1978-1983 :  Stal Mielec
- 1983-1986 :  Górnik Wałbrzych
- 1986-1990 :  FC Granges

## Palmarès
- Championnat de Suisse de football D2
  - Champion en 1987
- Championnat de Pologne de football
  - Troisième en 1979 et en 1982